# Witborsttodietiran
De witborsttodietiran (Hemitriccus griseipectus) is een zangvogel uit de familie Tyrannidae (tirannen).

## Verspreiding en leefgebied
Deze soort komt voor in het Amazonegebied en in het oosten van Brazilië. Er zijn twee ondersoorten:
- H. g. griseipectus: zuidoostelijk Peru, noordelijk Bolivia en centraal Brazilië.
- H. g. naumburgae: oostelijk Brazilië.

## Status
De grootte van de populatie is niet gekwantificeerd maar de soort wordt omschreven als schaars tot vrij algemeen. Op de Rode lijst van de IUCN heeft deze soort de status niet bedreigd.